# Victor Ruffy (1937)
Pour les articles homonymes, voir Ruffy.
Victor Ruffy, né le 11 janvier 1937 à Berne (originaire de Lutry et Riex) et mort le 19 mars 2016, est une personnalité politique suisse du canton de Vaud, membre du Parti socialiste. Il est conseiller national de 1982 à 1999.

## Biographie
Victor Ruffy naît le 11 janvier 1937 à Berne. Il est originaire de Lutry et Riex, deux communes du canton de Vaud. Il est l'arrière-petit-fils du conseiller fédéral radical Victor Ruffy et le petit-fils du conseiller fédéral radical Eugène Ruffy.
Il étudie à la faculté des lettres de l'Université de Lausanne (UNIL) et passe une licence avec la géographie en branche principale en 1963. Entre 1963 et 1971, il travaille pour l'Office de l'urbanisme de Lausanne et enseigne la géographie au Gymnase de la Cité. En 1972, il est nommé adjoint au chef du Service de l'aménagement du territoire du canton de Vaud. En 1989, il obtient un doctorat en géographie à l'UNIL.
Il meurt le 19 mars 2016.

## Parcours politique
Membre du Parti socialiste suisse, Victor Ruffy siège au Conseil général de Morrens, qu'il préside de 1974 à 1978, et à la Municipalité de 1980 à 1985,. Il est député au Grand Conseil du Canton de Vaud de 1978 à 1983. Il est le premier socialiste du district d'Échallens à siéger au Grand Conseil.
Il siège au Conseil national de 1982 à 1999 et le préside en 1989-1990. Il est également président de la Commission de politique extérieure de 1995 à 1997 et de la Délégation suisse auprès du Conseil de l'Europe de 1997 à 1999. En tant que conseiller national, il s'engage notamment sur des sujets de politique étrangère et pour l'égalité hommes-femmes. En 1999, il ne se représente pas pour un nouveau mandat.
En 1996, il dirige la mission du Conseil de l'Europe responsable de l'observation des élections municipales en Albanie. Quatre ans plus tard, il assume les mêmes fonctions au Kosovo.